# Redaktor

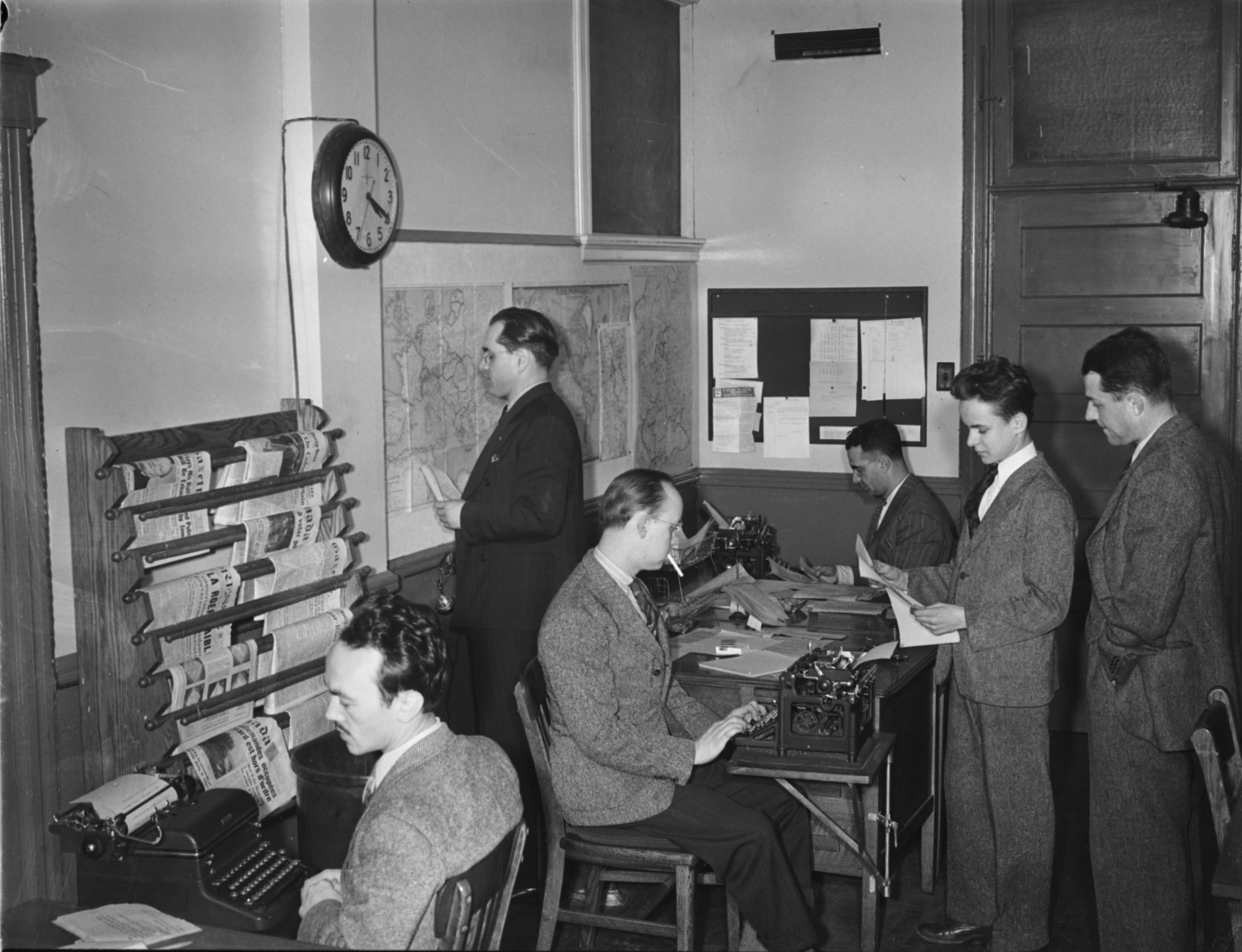
Redaktorzy Canadian Broadcasting Corporation podczas swojej pracy w 1944 r.

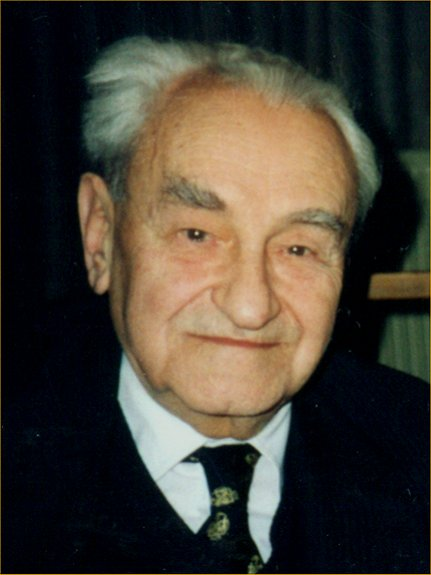
Jerzy Turowicz, redaktor naczelny „Tygodnika Powszechnego”

Redaktor – osoba dokonująca redakcji tekstu (książki, artykułów w czasopismach, encyklopediach i na stronach WWW, jak również w programach radiowych i telewizyjnych). Często ma znaczny wpływ na ostateczną postać publikacji – a czasami decyduje też o tym, czy daną publikację odrzucić, czy przyjąć do druku. Najważniejszą pozycję wśród redaktorów zajmuje redaktor naczelny, podejmujący strategiczne decyzje w sprawach danego pisma.
W czasopismach i encyklopediach redaktorzy pracują zwykle w zespołach, tworząc tzw. rady redakcyjne, które decydują wspólnie o ostatecznym kształcie tych wydawnictw. Pracy redaktora (nazywanego czasem edytorem) nie należy mylić z pracą korektora, którego zadaniem jest jedynie sprawdzenie, czy publikacja już skierowana do druku nie zawiera usterek ortograficznych, językowych i typograficznych.
Wyróżnia się kilka specjalizacji redaktorów:
- redaktor merytoryczny,
- redaktor naczelny,
- redaktor naukowy,
- redaktor odpowiedzialny,
- redaktor techniczny.

Redaktor to również popularne określenie dziennikarza, członka zespołu redakcyjnego.